# Emma Raducanu
Emma Raducanu, MBE (* 13. November 2002 in Toronto, Ontario, Kanada) ist eine britische Tennisspielerin. Als Qualifikantin gewann sie die US Open 2021.

## Karriere
Emma Raducanu wurde in Toronto in Kanada geboren. Im Alter von zwei Jahren zog sie mit ihrer Familie ins Vereinigte Königreich, wo sie mit fünf Jahren im London Borough of Bromley mit dem Tennisspielen begann. 
Mit ihrem 13. Geburtstag erfüllte Raducanu die Altersmindestvoraussetzungen für die Teilnahme an ITF-Turnieren für U18-Spielerinnen und gewann am 21. November 2015 in Liverpool das Nike Junior International. Damit wurde sie die jüngste Turniersiegerin in der ITF-Geschichte.
Raducanu bevorzugt laut ITF-Profil Hartplätze. Auf der ITF Women’s World Tennis Tour gewann sie 2018 und 2019 drei Titel im Einzel. 2018 erhielt sie eine Wildcard für die Qualifikation zum Dameneinzel der Wimbledon Championships. Sie verlor dort in der ersten Runde gegen Barbora Štefková in drei Sätzen. Im Juniorinneneinzel erreichte sie das Viertelfinale, wo sie gegen die spätere Siegerin Iga Świątek in zwei Sätzen unterlag. Beim Juniorinneneinzel der US Open erreichte sie ebenfalls das Viertelfinale, wo sie gegen die spätere Finalistin Clara Burel verlor. 2019 scheiterte sie in Wimbledon in der Qualifikation bei den Damen und im Juniorinnen-Turnier jeweils in der ersten Runde.
2021 konnte Raducanu mittels Wildcard als Nummer 338 der WTA-Weltrangliste an den Wimbledon Championships teilnehmen. Sie schlug jeweils Witalija Djatschenko, Markéta Vondroušová und Sorana Cîrstea, bevor sie im Achtelfinale gegen Ajla Tomljanović im zweiten Satz aufgeben musste. Sie ist damit die jüngste britische Spielerin der Open Era, die bei diesem Turnier in die vierte Runde kam.
Bei den US Open 2021 bestritt Raducanu, die vor dem Turnier in der WTA-Weltrangliste auf Platz 150 stand, erfolgreich die Qualifikation. Im Hauptfeld reihte sie Sieg an Sieg und qualifizierte sich – unter anderem mit Siegen gegen die Top-20-Spielerinnen Belinda Bencic im Viertelfinale und Maria Sakkari im Halbfinale – für das Endspiel, das sie gegen die 19-jährige Leylah Fernandez mit 6:4 und 6:3 gewann. Raducanu hatte im Turnierverlauf (inklusive Qualifikation) keinen Satz abgegeben und keinen Tie-Break spielen müssen. Raducanu ist die erste Tennisspielerin seit Beginn der Open Era im Jahr 1968, die als Qualifikantin ein Grand-Slam-Turnier gewonnen hat. Zuvor hatte auch noch nie eine Qualifikantin das Finale oder Halbfinale eines Turniers dieser Kategorie erreicht. Sie ist die erste britische Gewinnerin eines Grand-Slam-Turniers seit Virginia Wade 1977. Sie verbesserte sich im Anschluss an das Turnier in der Weltrangliste auf Position 23. Wenige Tage nach ihrem Sieg gab sie die Trennung von ihrem Coach Andrew Richardson bekannt. Der Rest des Jahres 2021 nach den US Open verlief für Raducanu wenig erfolgreich. Ende 2021 gab sie die Verpflichtung von Torben Beltz als neuen Trainer bekannt. Dieser hatte zuvor mit Angelique Kerber zusammengearbeitet. Ende April 2022 beendete Raducanu die Zusammenarbeit mit Beltz allerdings wieder. Ende Juli 2022 verpflichtete sie Dmitri Tursunow als Trainer, der die Zusammenarbeit jedoch im Oktober wieder beendete. Von Dezember 2022 bis Ende Mai 2023 war Sebastian Sachs ihr Trainer, der zuvor mit Belinda Bencic zusammengearbeitet hatte.
Anfang Mai 2023 wurde bekannt, dass sich Raducanu an beiden Handgelenken operieren lassen musste. Eine Operation am Knöchel stand noch bevor. Sie fiel daher bis zum Ende der Saison aus.

## Persönliches
Emma Raducanu ist kanadische und britische Staatsbürgerin und die Tochter des gebürtigen Rumänen Ion Răducanu und der Chinesin Renee, die aus Shenyang, der Hauptstadt der Provinz Liaoning, stammt.
Anfang 2022 wurde sie als bislang jüngste Frau zum Mitglied des Order of the British Empire ernannt.

## Erfolge
Alle Erfolge beziehen sich auf Einzelwettbewerbe.

### Turniersiege
| Nr. | Datum              | Turnier  | Kategorie   | Belag     | Finalgegnerin    | Ergebnis      |
| --- | ------------------ | -------- | ----------- | --------- | ---------------- | ------------- |
| 1.  | 19. Mai 2018       | Tiberias | ITF $15.000 | Hartplatz | Hélène Scholsen  | 7:5, 6:4      |
| 2.  | 21. Oktober 2018   | Antalya  | ITF $15.000 | Hartplatz | Johana Marková   | 6:4, 6:2      |
| 3.  | 15. Dezember 2019  | Pune     | ITF W25     | Hartplatz | Naiktha Bains    | 3:6, 6:1, 6:4 |
| 4.  | 11. September 2021 | US Open  | Grand Slam  | Hartplatz | Leylah Fernandez | 6:4, 6:3      |

### Finalteilnahmen
| Nr. | Datum           | Turnier    | Kategorie      | Belag             | Turniersiegerin  | Ergebnis      |
| --- | --------------- | ---------- | -------------- | ----------------- | ---------------- | ------------- |
| 1.  | 31. März 2019   | Tel Aviv   | ITF W15        | Hartplatz         | Corinna Dentoni  | 4:6, 3:6      |
| 2.  | 1. März 2020    | Sunderland | ITF W25        | Hartplatz (Halle) | Wiktorija Tomowa | 6:4, 4:6, 3:6 |
| 3.  | 22. August 2021 | Chicago    | WTA Challenger | Hartplatz         | Clara Tauson     | 1:6, 6:2, 4:6 |

## Karrierestatistik und Turnierbilanz
Einzel
Die letzte Aktualisierung erfolgte nach dem WTA-Turnier in Eastbourne 2025.
| Turnier                      | 2018      | 2019      | 2020              | 2021              | 2022              | 2023              | 2024      | 2025      | T / T      | S/N        | Sieg%      |
| ---------------------------- | --------- | --------- | ----------------- | ----------------- | ----------------- | ----------------- | --------- | --------- | ---------- | ---------- | ---------- |
| Australian Open              | –         | –         | –                 | –                 | 2                 | 2                 | 2         | 3         | 0 / 4      | 5:4        | 56 %       |
| French Open                  | –         | –         | –                 | –                 | 2                 | –                 | –         | 2         | 0 / 2      | 2:2        | 50 %       |
| Wimbledon                    | Q1        | Q1        | n. a.             | AF                | 2                 | –                 | AF        | 3         | 0 / 4      | 9:4        | 69 %       |
| US Open                      | –         | –         | –                 | S                 | 1                 | –                 | 1         |           | 1 / 3      | 7:2        | 78 %       |
| Doha                         | –         | a. K.     | –                 | a. K.             | –                 | a. K.             | 1         | 1         | 0 / 2      | 0:2        | 0 %        |
| Dubai                        | a. K.     | –         | a. K.             | –                 | a. K.             | –                 | –         | 2         | 0 / 1      | 1:1        | 50 %       |
| Indian Wells                 | –         | –         | n. a.             | 2                 | 3                 | AF                | 3         | 1         | 0 / 5      | 6:5        | 55 %       |
| Miami                        | –         | –         | n. a.             | –                 | 2                 | 1                 | –         | VF        | 0 / 3      | 4:3        | 57 %       |
| Madrid                       | –         | –         | n. a.             | –                 | AF                | –                 | 1         | 2         | 0 / 3      | 3:3        | 50 %       |
| Rom                          | –         | –         | –                 | –                 | 1                 | –                 | –         | AF        | 0 / 2      | 3:2        | 60 %       |
| Kanada                       | –         | –         | n. a.             | –                 | 1                 | –                 | –         |           | 0 / 1      | 0:1        | 0 %        |
| Cincinnati                   | –         | –         | –                 | –                 | AF                | –                 | –         |           | 0 / 1      | 2:1        | 67 %       |
| Wuhan                        | –         | –         | nicht ausgetragen | nicht ausgetragen | nicht ausgetragen | nicht ausgetragen | –         |           | 0 / 0      | 0:0        | –          |
| Billie Jean King Cup         | –         | –         | –                 | –                 | HF                | –                 | HF        |           | 0 / 2      | 6:1        | 86 %       |
| Statistik                    | Statistik | Statistik | Statistik         | Statistik         | Statistik         | Statistik         | Statistik | Statistik | S/N        | S/N        | Sieg%      |
| Turnierteilnahmen            | 8         | 9         | 2                 | 10                | 19                | 5                 | 14        | 13        | Gesamt: 80 | Gesamt: 80 | Gesamt: 80 |
| Erreichte Finals             | 2         | 2         | 1                 | 2                 | 0                 | 0                 | 0         | 0         | Gesamt: 7  | Gesamt: 7  | Gesamt: 7  |
| Gewonnene Titel              | 2         | 1         | 0                 | 1                 | 0                 | 0                 | 0         | 0         | Gesamt: 4  | Gesamt: 4  | Gesamt: 4  |
| Hartplatz-Siege/-Niederlagen | 22:4      | 25:7      | 4:2               | 20:6              | 10:12             | 5:4               | 12:8      | 7:7       | 105:50     | 105:50     | 68 %       |
| Sand-Siege/-Niederlagen      | 0:0       | 0:0       | 0:0               | 0:0               | 6:5               | 0:1               | 4:2       | 6:4       | 16:12      | 16:12      | 57 %       |
| Rasen-Siege/-Niederlagen     | 0:2       | 0:1       | 0:0               | 5:3               | 1:2               | 0:0               | 7:3       | 3:2       | 16:13      | 16:13      | 55 %       |
| Gesamt-Siege/-Niederlagen    | 22:6      | 25:8      | 4:2               | 25:9              | 17:19             | 5:5               | 23:13     | 16:13     | 137:75     | 137:75     | 65 %       |
| Sieg%                        | 79 %      | 76 %      | 67 %              | 74 %              | 47 %              | 50 %              | 64 %      | 55 %      | Gesamt:    | Gesamt:    | 65 %       |
| Jahresendposition            | 692       | 503       | 343               | 19                | 75                | 285               | 58        |           | N/A        | N/A        | N/A        |

Zeichenerklärung: S = Turniersieg; F, HF, VF, AF = Einzug ins Finale / Halbfinale / Viertelfinale / Achtelfinale; 1, 2, 3 = Ausscheiden in der 1. / 2. / 3. Hauptrunde; RR = Round Robin (Gruppenphase); n. a. = nicht ausgetragen; a. K. = andere Kategorie; PO (Play-off) = Auf- und Abstiegsrunde im Fed Cup; K1, K2, K3 = Teilnahme in der Kontinentalgruppe I, II, III im Fed Cup.
Anmerkung: Diese Statistik berücksichtigt alle Ergebnisse im Einzel bei ITF- und WTA-Turnieren. Als Quelle dient die WTA-Seite der Spielerin. Dargestellt sind nur WTA-Turniere der Kategorien Premier Mandatory und Premier 5 (2009–2020) bzw. die WTA-Turniere der Kategorie 1000 (seit 2021).

## Auszeichnungen
- 2021: WTA Neuling des Jahres[20]
- 2021: BBC Sports Personality of the Year[21]
- 2022: Laureus World Sports Award für den Durchbruch des Jahres[22]